# Elefant Records
Elefant Records és una companyia discogràfica espanyola creada el 1989 per Luis Calvo. La seua seu principal està a Las Rozas de Madrid (Comunitat de Madrid). Ven tant en format CD com en vinil. Des del moment de la seua fundació, Montse Santalla ha sigut la responsable del departament de promoció. El 1995 obrí la seua tenda en línia. El 2010 crearen una filial a Mèxic. El 2014 arribà a publicar més de 600 discos.